# Joel Sherzer
Joel Sherzer   (Filadèlfia, 18 de març de 1942 - Austin, 6 de novembre de 2022) fou un lingüista antropològic nord-americà conegut per les seves investigacions sobre el poble guna de Panamà i es va centrar en l'art verbal i enfocaments centrats en el discurs de la investigació lingüística. Va ser cofundador de l'Archive of the Indigenous Languages of Latin America. Sherzer va acabar el seu doctorat a la Universitat de Pennsilvània el 1968 i després va ensenyar a la Universitat de Texas a Austin durant tota la seva carrera.

## Premis
- 1978 Beca Guggenheim[2]
- 2018 Premi de la Societat per a l'Estudi de les Llengües Indígenes de les Amèriques[3]

## L'Archive of the Indigenous Languages of Latin America
Al llarg de la seva carrera investigadora, Sherzer va observar que els erudits creaven substancials col·leccions de gravacions i textos en llengües indígenes llatinoamericanes, i estava preocupat per la preservació d’aquestes inestimables col·leccions d’art verbal indígena. El 2001, Sherzer, juntament amb Anthony Woodbury i Mark McFarland, van fundar l'Archive of the Indigenous Languages of Latin America per recopilar, digitalitzar i preservar aquests recursos permanentment i posar-los a disposició gratuïta a través d'Internet.

## Obres
- Adoring the saints: Fiestas in Central Mexico. Yolanda Lastra, Dina Sherzer, and Joel Sherzer. Austin: University of Texas Press. 2009
- Stories, myths, chants, and songs of the Kuna Indians. Compiled, edited and translated by Joel Sherzer. Austin: University of Texas Press. 2004
- Speech play and verbal art. Austin: University of Texas Press. 2002.
- Translating Native American Verbal Art: Ethnopoetics and Ethnography of Speaking. Edited by Kay Sammons and Joel Sherzer. Washington, D.C.: Smithsonian Institution Press. 2000.
- Verbal art in San Blas: Kuna culture through its discourse. Cambridge: Cambridge University Press. 1990
- Las culturas nativas Latino Americanas a través de su discurso. Editors Ellen Basso and Joel Sherzer. Quito: Ediciones Abya-Yala. 1990.
- Native American Discourse: Poetics and Rhetoric. Joel Sherzer and Anthony C. Woodbury. Cambridge: Cambridge University Press. 1987.
- Native South American discourse. Editors Joel Sherzer and Greg Urban. Berlin: Mouton de Gruyter. 1986.
- Kuna ways of speaking: An ethnographic perspective. Austin: University of Texas Press. 1983.
- The origin and diversification of language. Edited posthumously by Joel Sherzer Chicago: Aldine-Atherton. 1971.